# Bonheur en location (film, 1949)
Pour les articles homonymes, voir Bonheur en location.
Pour plus de détails, voir Fiche technique et Distribution.
Bonheur en location est un film français de Jean Wall sorti en 1949.

## Synopsis
Saint-Aignan a besoin d'une famille. Il engage des personnes pour jouer les siens pour parvenir à son objectif : réussir dans le monde des affaires.

## Fiche technique
- Réalisation et dialogues : Jean Wall
- Scénario : Jacques Companéez
- Décors : Robert Bouladoux
- Photographie : Robert Juillard
- Montage : Charlotte Guilbert
- Son : Lucien Lacharmoise
- Musique : Curt Lewinnek
- Société de production
- Pays :  France
- Format :  Son mono - Noir et blanc
- Genre : Comédie
- Durée : 85 minutes
- Date de sortie : 
  - France : 22 juin 1949
- Affiche : Roger Cartier (France)

## Distribution
- André Luguet : Gérard de Saint-Aignan
- Denise Grey : Gilda
- Jean Berton : l'huissier
- André Bervil : le marquis de Santa Lucia
- Micheline Boudet : Janine
- Jean Carmet : Guy Piponnet
- Jean-Roger Caussimon : Julien
- Georges Pally : le chauffeur
- Philippe Lemaire : Pierre
- Ivan Desny : Gordon junior
- Alexandre Mihalesco : un actionnaire
- Pierre Sergeol : Freddy
- Léonce Corne : Monsieur Bertrand
- Gaston Gabaroche : Richard Valentin
- Palmyre Levasseur : une concierge
- Nelly Wick : l'actrice
- Jane Morlet
- Émile Dars
- Robert Gros
- Louis de Funès : un chauffeur
- Franck Maurice
- Victor Tabournot